# استخراج حيضي
الاستخراج الحيضي هو نوع من الشفط التفريغي، والذي يستخدم لتفريغ الرحم. على خلاف بعض طرق أخرى للشفط التفريغي، هذه العملية قد تم استخدامها كطريقة للتخلص من إفرازات الدورة الشهرية، وكما كانت تلعب دورا اجتماعيا أيضا فالقيام بإجهاض مبكر بدون الحاجة إلى مساعدة طبية أو موافقة قانونية. علاوة على ذلك، في بعض الدول التي يمنع فيهاالإجهاض، مثل بنغلاديش، «التنظيم الحيضي» أو «الاستخراج الحيضي» يتم استخدامها كمصطلح ألطف لإنهاء الحمل المبكر.

## النشأة المبكرة

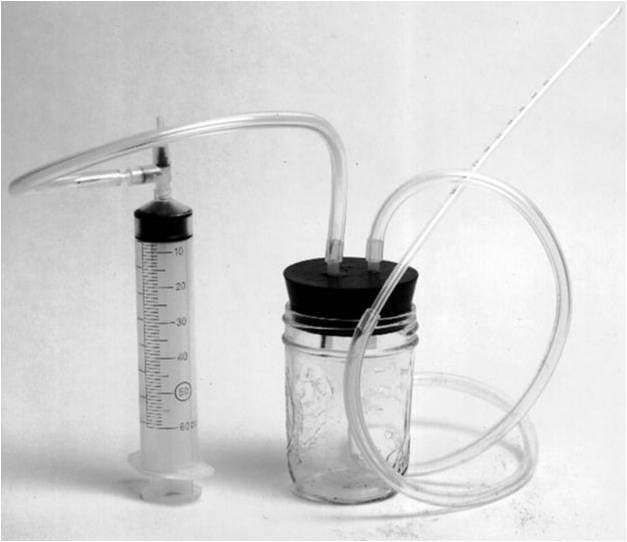

في 1971، عضوة من مجموعة الصحة التناسلية المناصرة لحقوق المرأة والتي تهتم بخدمة النفس، تدعى لورين روثمان، قامت بتعديل معدات موجودة في عيادة إجهاض سرية والتي تم تطويرها لإيجاد تقنية جديدة آمنة وتعمل يدويا للقيام بالإجهاض. روثمان جمعت بعض القطع لحل مشكلتين اساسية تتمثل في: اولا، منع ضخ الهواء إلى الرحم، وايضا شفط افرازات الرحم مباشرة إلى حقنة وبهذا يتم حد كمية المواد المستخرجة. مجموعة روثمان وداونر قاموا بتسمية اختراعهم «ديل ام». روثمان اضافت انبوبين بلاستيكيين ساهما في استخراج كمية أكبر من مكونات الرحم وايضا ساهم في تسهيل استخدام الجهاز. جهاز ديل ام جعل العملية أكثر راحة وإضافة لمسة تحكم أفضل بالنسبة للشفط.

## بعد السماح بالإجهاض
محكمة رو ويد العليا قامت بإتخاذ قرار السماح بالإجهاض عام 1973. ومع ذلك، تمت ملاحظة قلة ممارسة عملية الاستخراج الحيضي لكنها لم تختفي كليا. في أواخر الثمانيات وبداية التسعينيات عاد صيت هذه العملية عندما حكمت المحكمة العليا للولايات المتحدة الأمريكية على قوانين ويبستر للخدمات الصحية التناسلية التي حدّت الوصول إلى الإجهاض للولاية ونوع التأمين الطبي. وبهذا عادت عملية الاستخراج الطبي عودة قوية ولكنها مع ذلك لم تقترب للشهرة التي وصلت إليها في بداية السبعينيات.

## المشروعية
منذ 1971، كان القيام بعمليات الاستخراج الحيضي آمنا جدا وخالي من الأخطاء ولكن ما زال هناك خطرا في مواجهة مشاكل قانونية ولهذا قامت العديد من المجموعات التي تقوم بعمليات الاستخراج الحيضي بالبحث في قوانين الولايات ما إذا كان عملهم قانونيا أم لا. إضافة عن ذلك، لم تقم هذه المجموعات بالقيام بأعمالهم عامة، بل اكتفوا بمساعدة القريبين منهم فقط، خشية ان يتم اتهامهم من الشرطة القانونية، وقعت حادثة واحدة لكارول داونر، أحد المطورين لتقنية الاستخراج الحيضي، حيث واجهت مشاكل قانونية لممارستها الطب بدون رخصة قانونية على أحد المشاركين في مجموعتها، وقد تم محاكمتها لهذا السبب.

## خارج الولايات المتحدة
في الوقت ذاته الذي تم في استخدام الاستخراج الحيضي لأول مرة في الولايات المتحدة، كانت هناك تكنولوجيا تستعمل تقنية مشابهة لعملية الاستخراج الحيضي تستخدم دوليا حول العالم. هذه التكنولوجيا هي نوع آخر من التفريغ الهوائي اليدوي، ويطلق عليها عادة التنظيم الحيضي. كما في الاستخراج الحيضي، يتم استعمال التنظيم الحيضي في مراحل مبكرة من دورة الحيض وقبل أن يكون من الإمكان إجراء اختبار حمل. الفرق المحوري بين هاتين الطريقتين هو المعدات المستخدمة. ويوجد أيضا فرق آخر يتخلل في أن الاستخراج الحيضي يتطلب مجموعة لأدائه، بينما التنظيم الحيضي يتطلب شخصا واحدا. وفقا للإتحاد الوطني للإجهاض،” في العالم المتطور، لا يزال الاستخراج الحيضي إستراتيجية مهمة للتحايل على القوانين التي تمنع الإجهاض” ومع أن الإجهاض ممنوع في بنغلاديش، إلا آن الحكومة تتعمد شبكة من العيادات التي تؤدي عمليات التنظيم الحيضي. وقد تم تقدير 468,00 حالة سنويا لعمليات التنظيم الحيضي في بنجلاديش. ويوجد أيضا دول أخرى تسمح بالقيام بعمليات التنظيم الحيضي ككوريا وسنغافورة وهونغ كونغ وتايلاند وفييتنام وكوبا.